# Stockach
Stockach település Németországban, azon belül Baden-Württembergben. Lakosainak száma 17 402 fő (2023. december 31.). Stockach Überlingen és Mühlingen községekkel határos.

## Fekvése
Engentől keletre, a Bódeni-tó kapujában fekvő település.

## Népessége
| Lakosok száma | 12 675 | 16 618 | 16 677 | 16 894 | 17 114 | 17 118 | 17 490 | 17 402 |
|               | 1975   | 2009   | 2015   | 2017   | 2019   | 2021   | 2022   | 2023   |

## Leírása

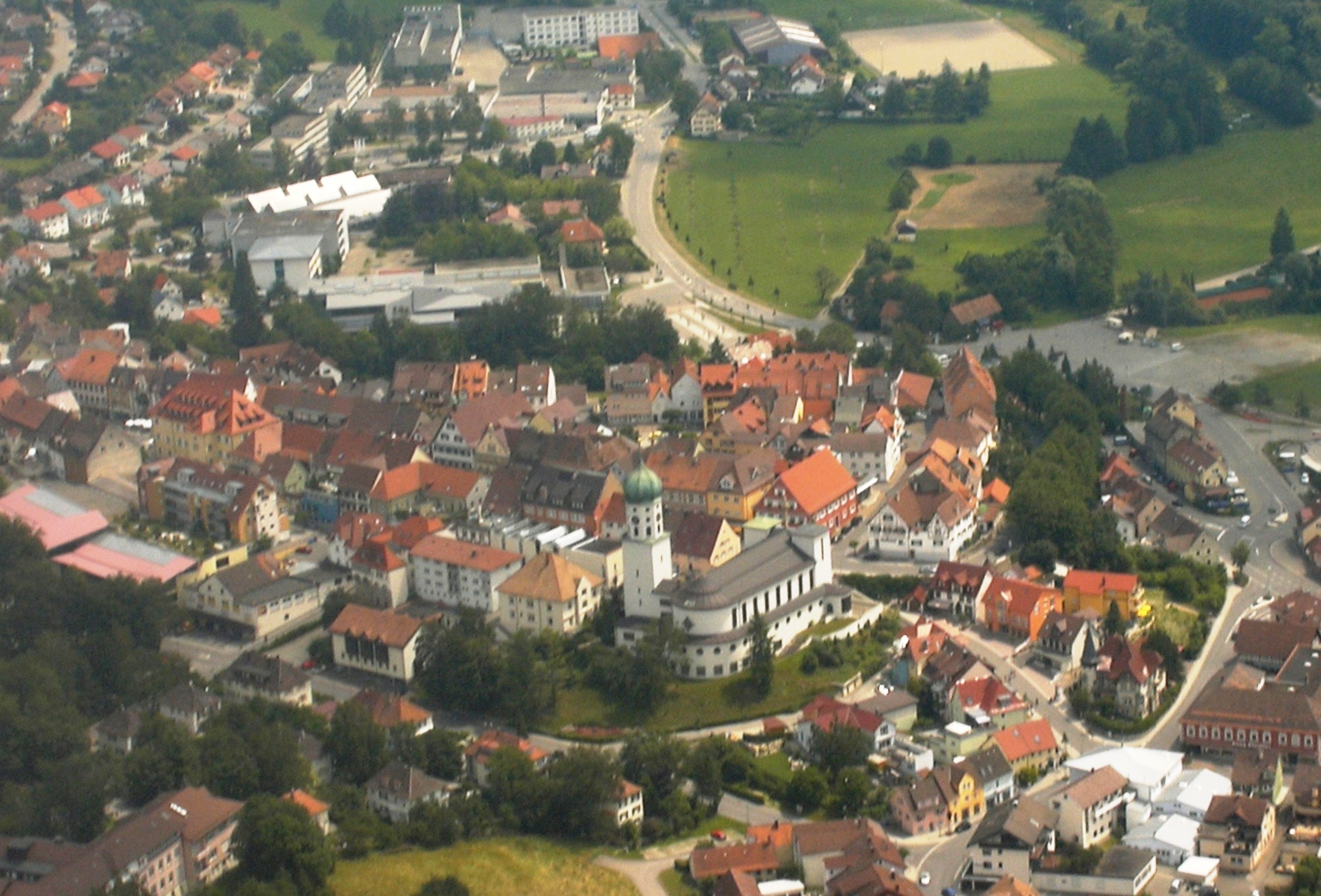

Stockach és környéke az itt talált régészeti leletek alapján már a Hallstatt korban (700 v. Chr.), majd kelták alatt (ie 4. században. BC) és az alemannok idejében (400-800 n. Chr.) is lakott volt.
A város nyugati részét uraló magaslaton Nellenburg romjai állnak. A vár még 750-1056 között épült két egykori római út találkozásánál. Innen szép kilátás nyílik a Hegaura, a Bódeni tóra és az Alpokra is.
Stockach városi jogokat 1278-1283 körül kapott.
A település Farsang-éjszakai bolondságairól nevezetes. Ez a hagyomány egy egykori udvari bolond, Kuony von Stocken történetéhez fűződik, aki 1351-ben bolond-privilégium-ot kapott.

## Itt születtek, itt éltek
- Kuony a Stocken (vagy Hans Kuony)
- Philipp Wilhelm Matthias Curtius (1737-1794), 1761-ben Párizsban a Panoptikum alapítója és Marie Tussaud mostohaapja
- Joseph Ignaz von Buol-Berenberg (1749-1817), tábornagy
- Caroline Schleicher (1794-?), Klarinétos
- Anton von Stabel (1806-1880), alkotmányjogász és kormányfő
- Friedrich Ammermüller (1809-1898), orvos, tanár, vállalkozó, újságíró
- Emil Lugo (1840-1902), festő
- Julius Pecher (1842-1901), udvari építész és író
- Albert Gockel (1860-1927), fizikus
- Karl Futterer (1866-1906), geológus, mineralógus és Ázsia kutató

## Galéria

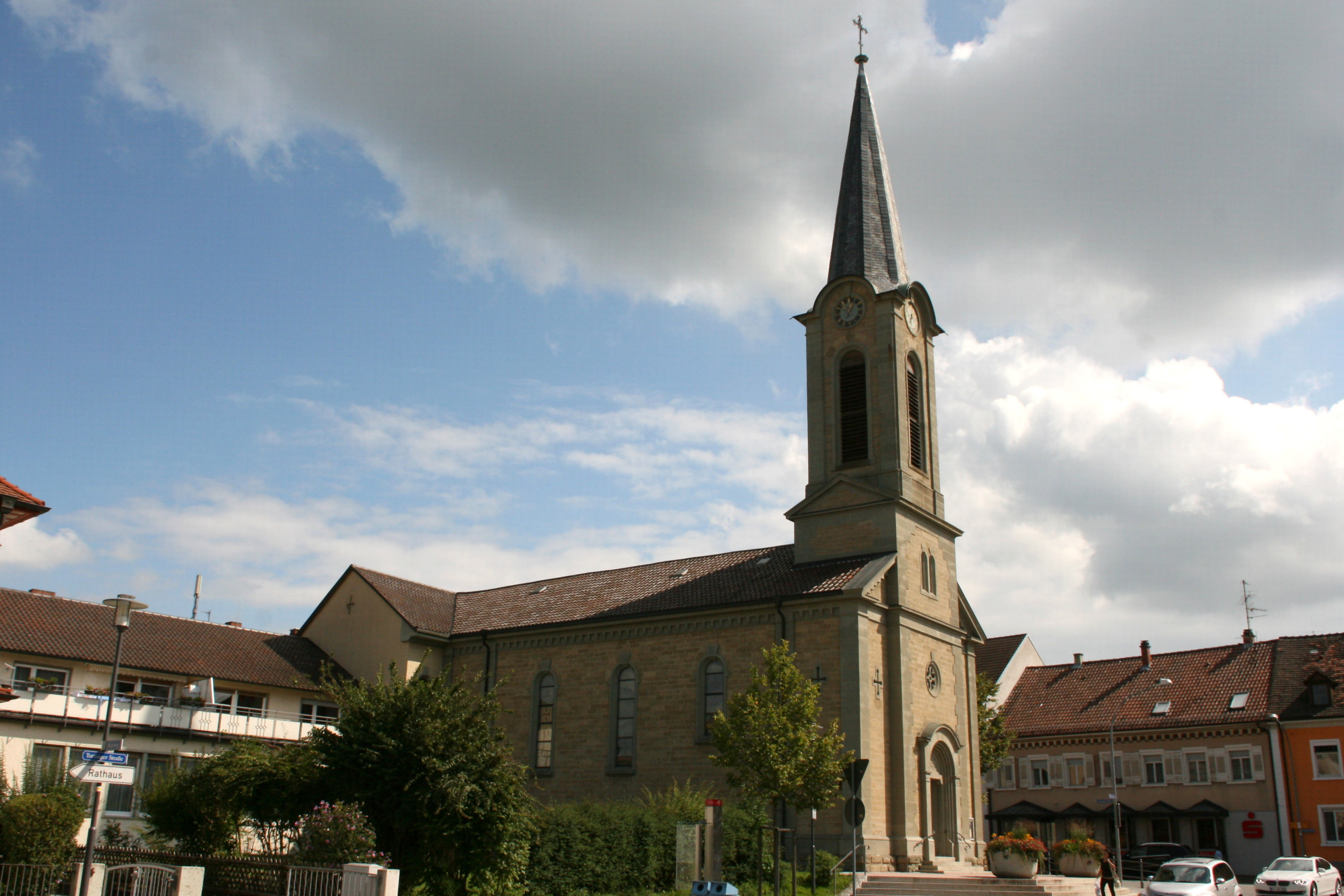
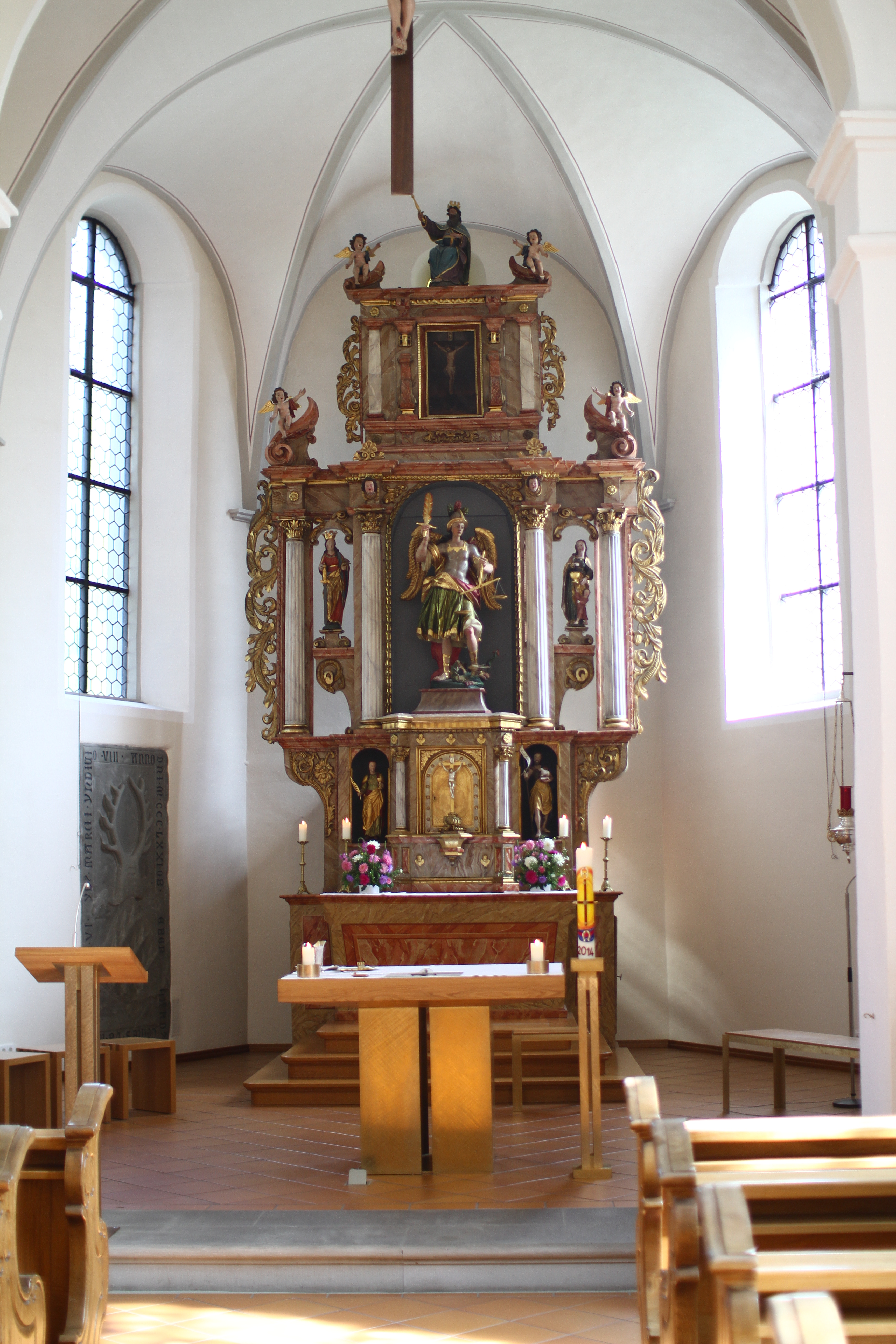
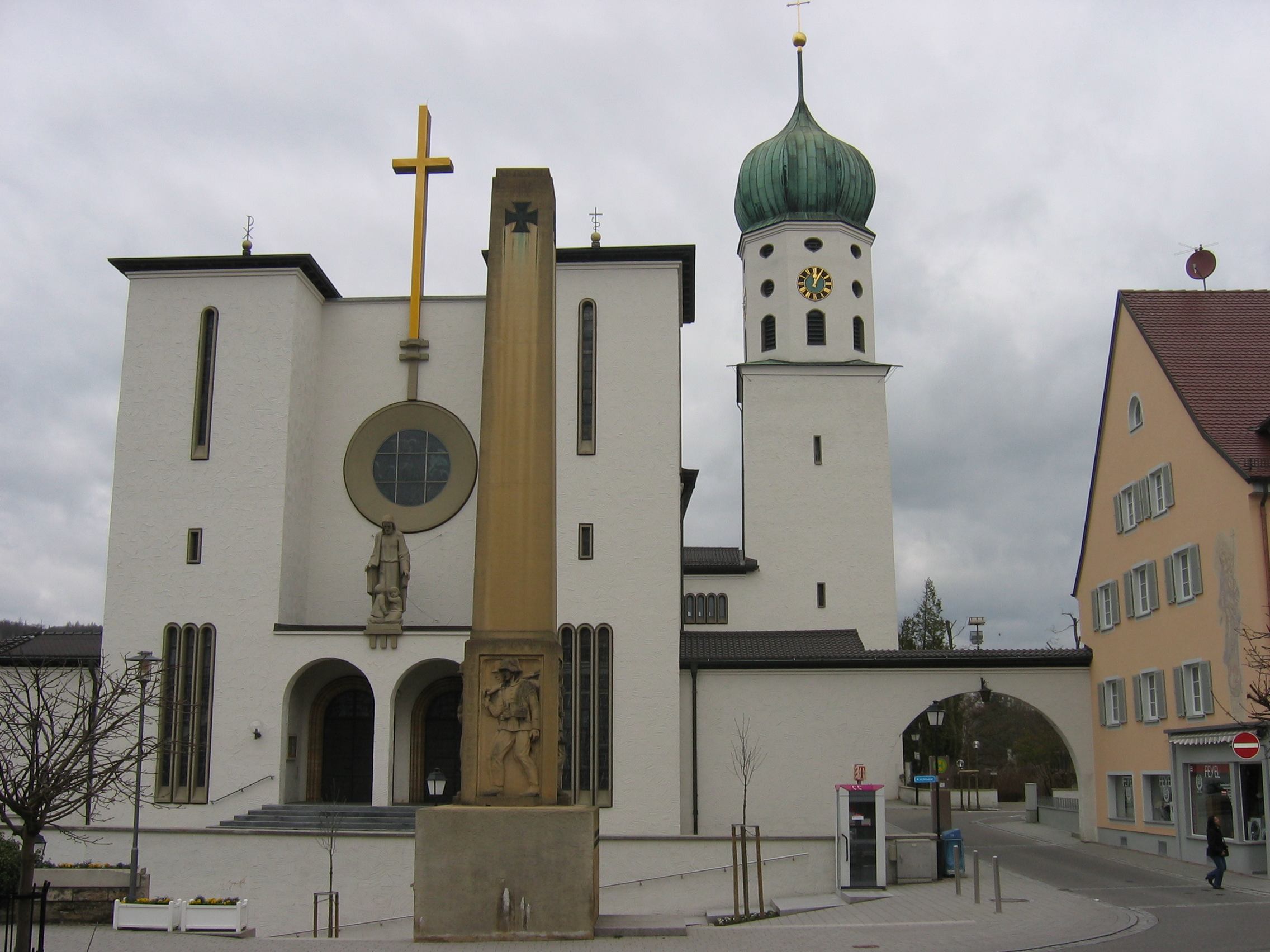
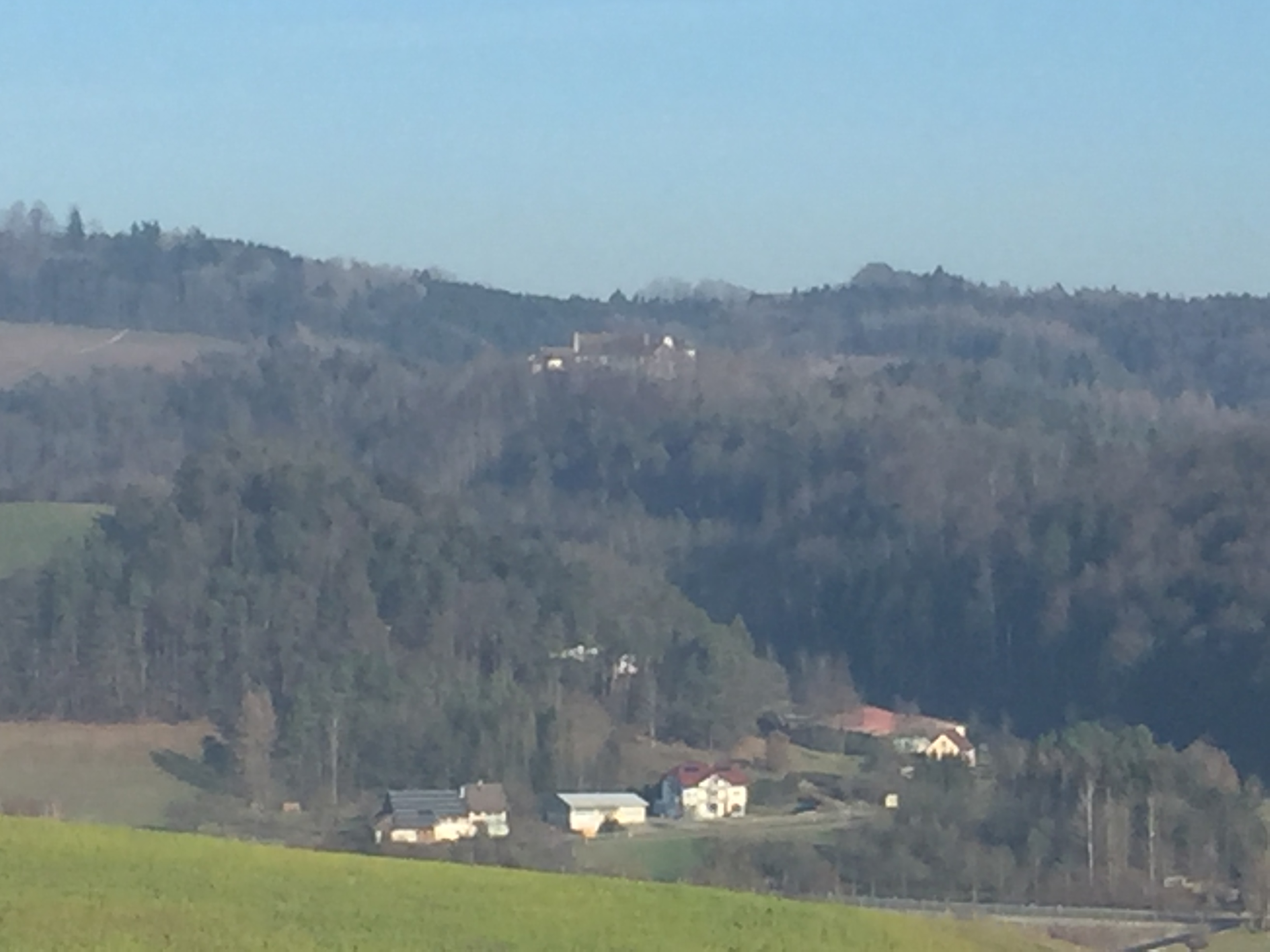
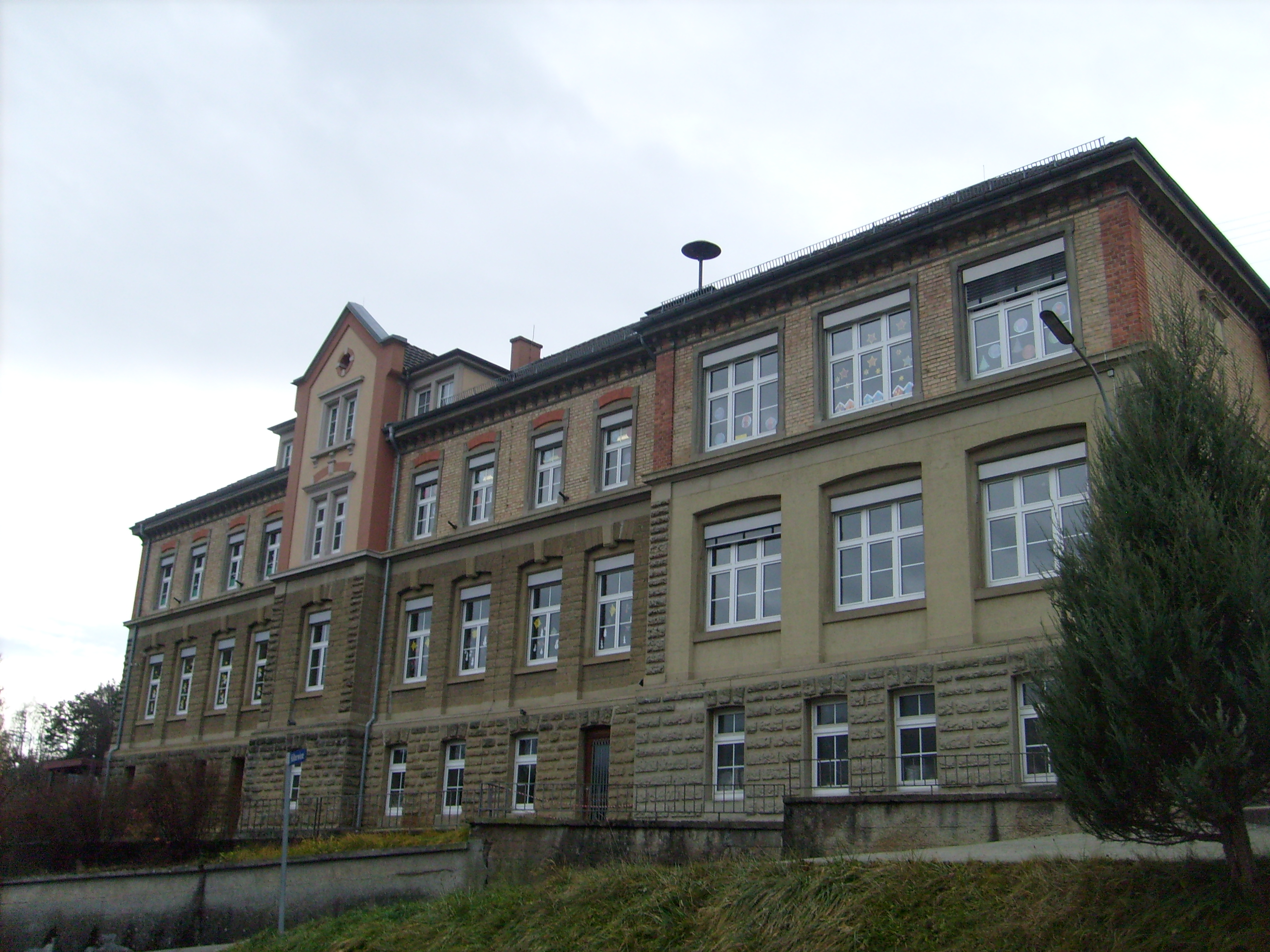
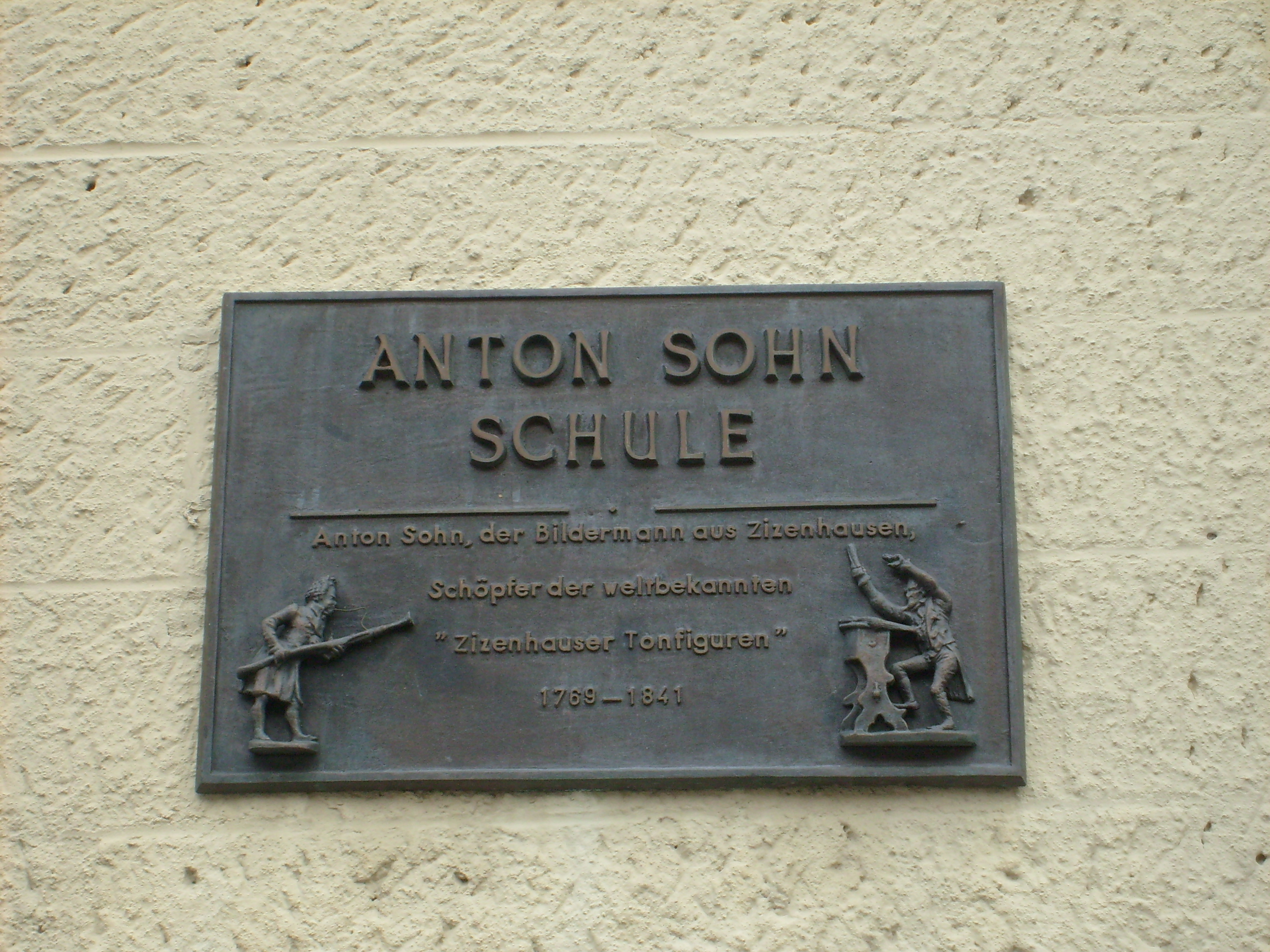
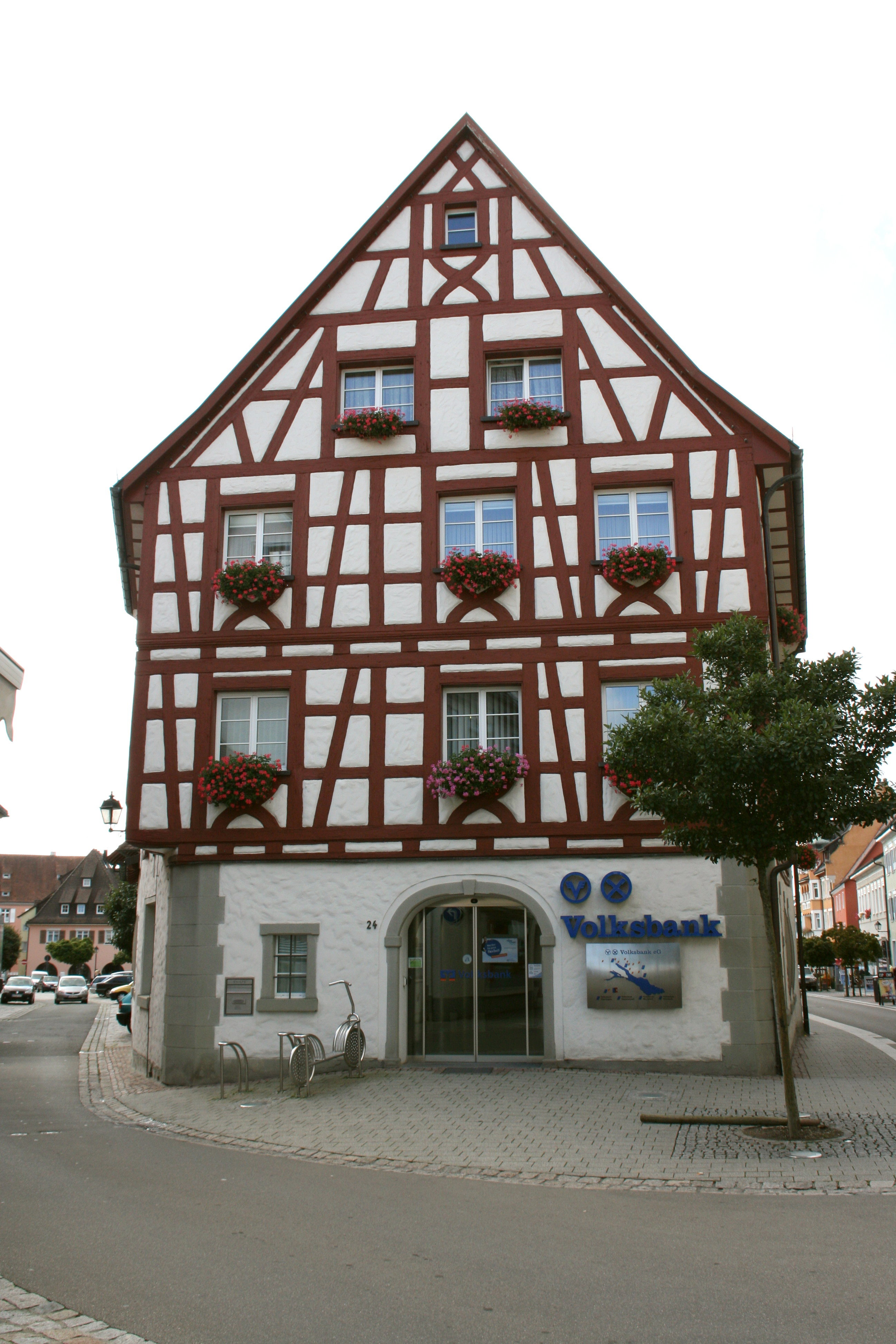
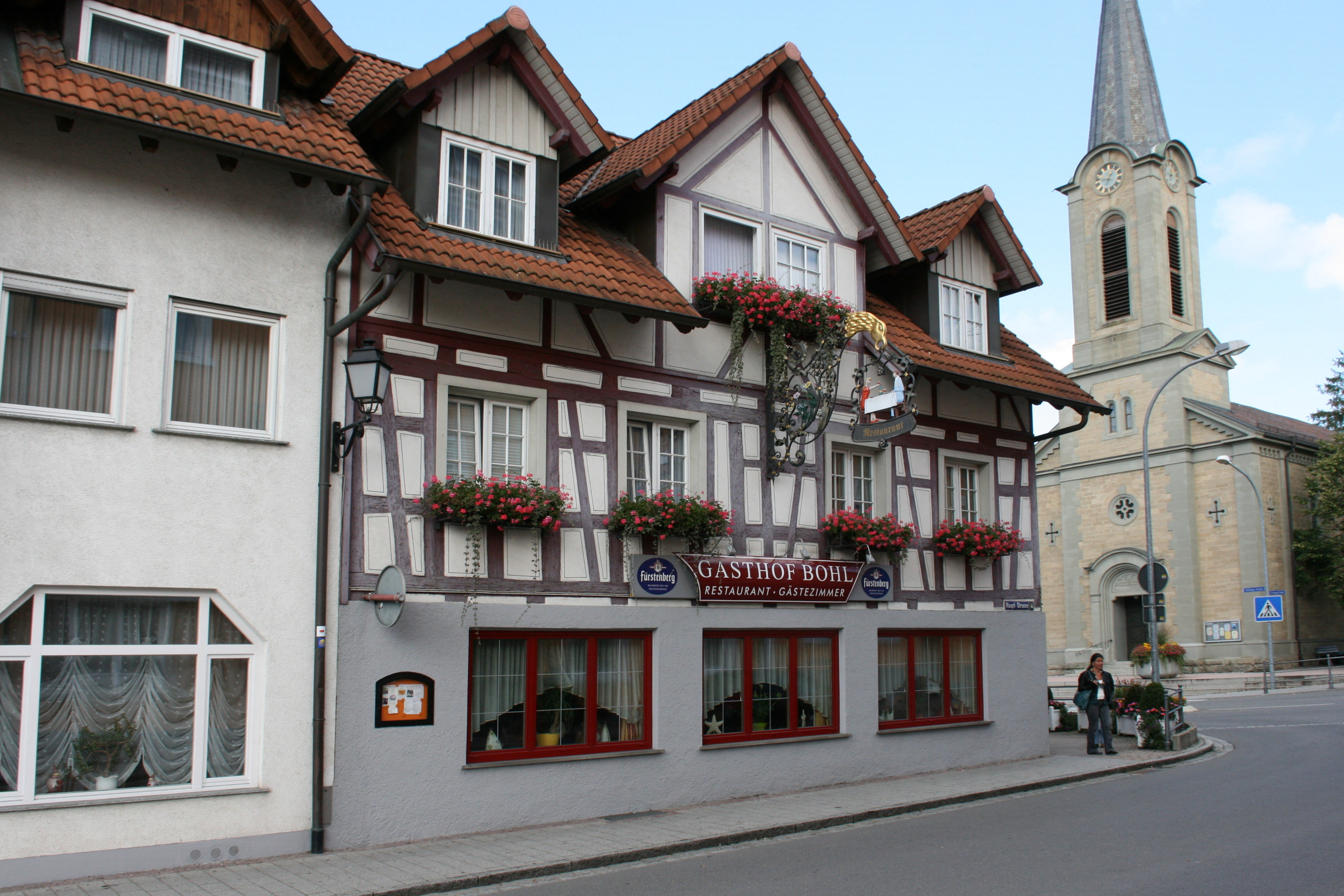
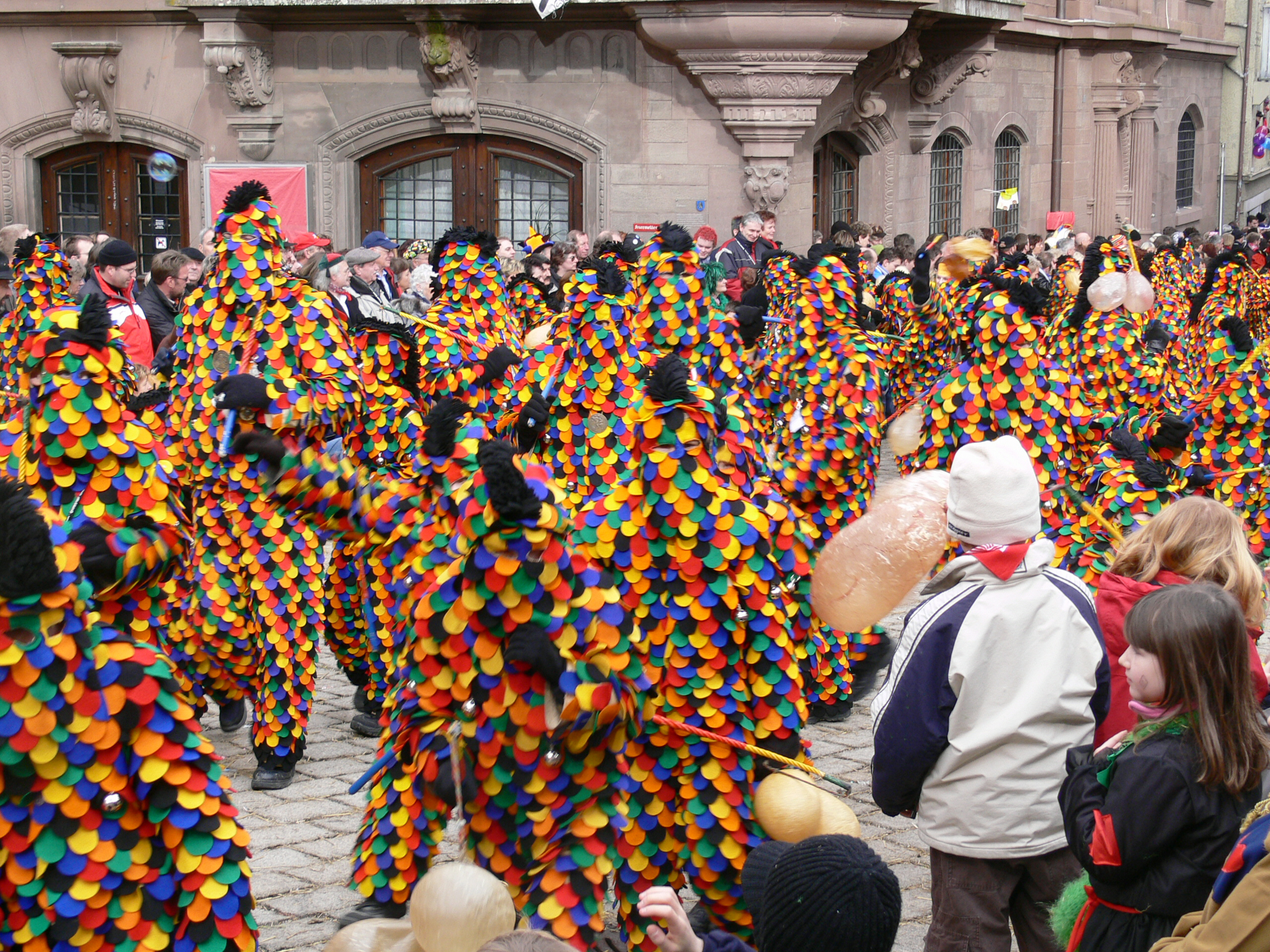
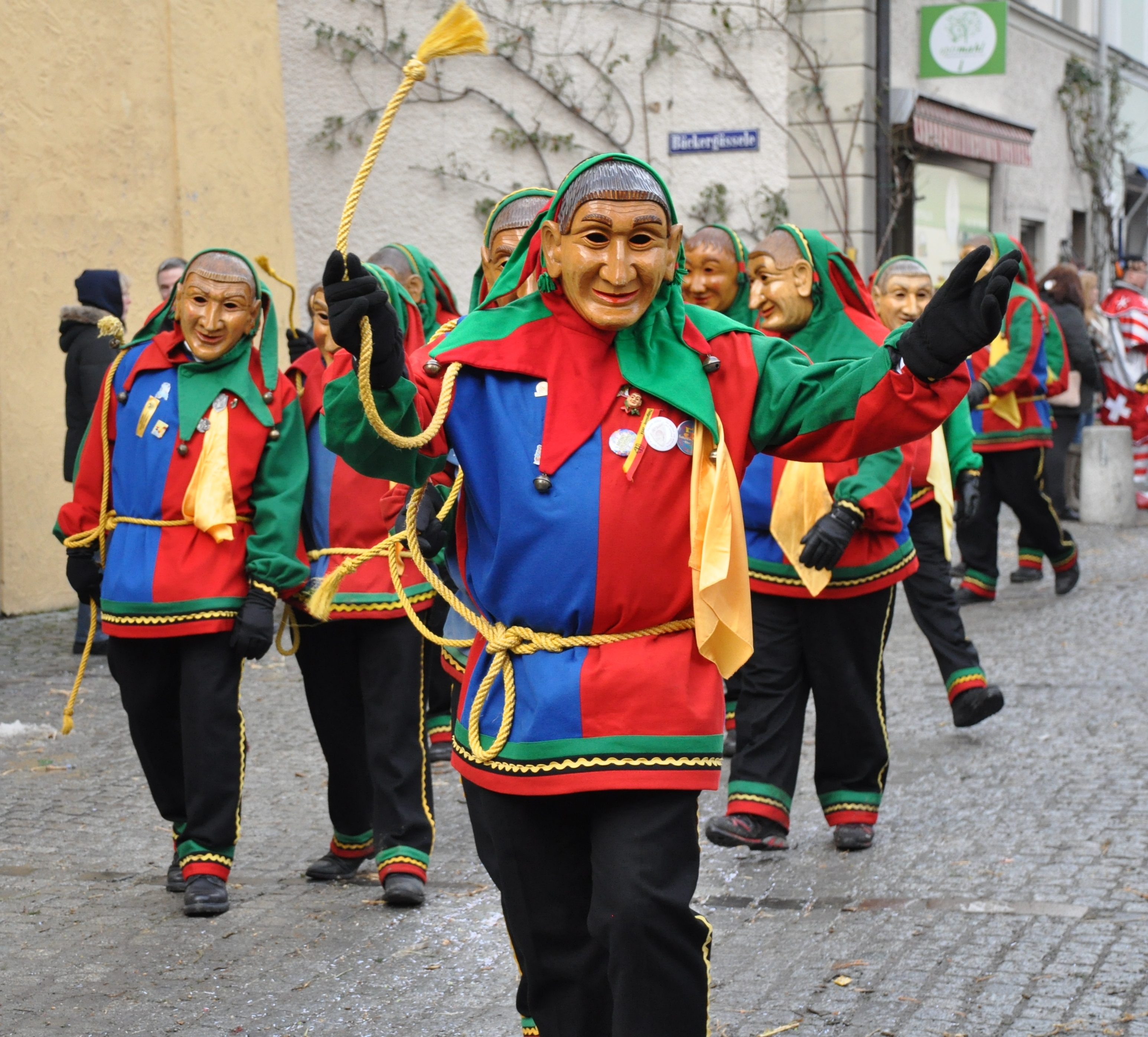
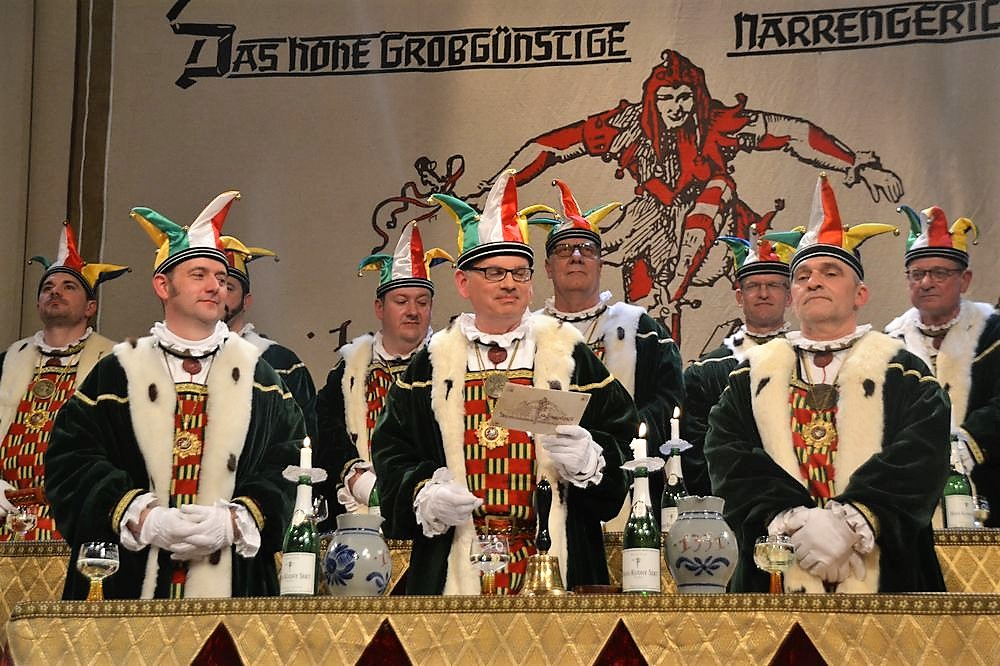